# Gonista occidentalis
Gonista occidentalis är en insektsart som beskrevs av Marius Descamps 1965. Gonista occidentalis ingår i släktet Gonista och familjen gräshoppor. Inga underarter finns listade i Catalogue of Life.